# David Intersimone
 (mars 2023).
David Intersimone, alias David I, est le doyen de la société Borland, éditeur du Turbo Pascal et de Delphi (entre autres), responsable des relations internationales avec les développeurs.
Il anime depuis des années les Conférences Borland dans le monde entier pour évangéliser les produits Borland.
Il prendra la tête de la partie des IDE en juillet 2006 (structure DevCo), à la suite de la cession par Borland de ses outils de développement (Delphi, JBuilder)